# Tureac
Tureac – wieś w Rumunii, w okręgu Bistrița-Năsăud, w gminie Tiha Bârgăului. W 2011 roku liczyła 2353 mieszkańców.